# Apus (gènere)
Apus és un gènere d'ocells de la família dels apòdids. Distribuïdes pel Vell Món, algunes de les espècies són habituals com a nidificants estivals als Països Catalans; és el cas dels falciots negre i pàl·lid.

## Taxonomia
Segons la classificació del Congrés Ornitològic Internacional (versió 10.1, gener 2020), aquest gènere està format per 20 espècies:
- falciot cuablanc africà (Apus caffer).
- falciot cuablanc petit (Apus affinis).
- falciot d'Assam (Apus acuticauda).
- falciot de Bates (Apus batesi).
- falciot de Berlioz (Apus berliozi).
- falciot de Bradfield (Apus bradfieldi).
- falciot de Cap Verd (Apus alexandri).
- falciot de Madagascar (Apus balstoni).
- falciot de Nyanza (Apus niansae).
- falciot de Sladen (Apus sladeniae).
- falciot del Cap (Apus barbatus).
- falciot del Pacífic (Apus pacificus).
- falciot horus (Apus horus).
- falciot negre (Apus apus).
- falciot oriental (Apus nipalensis).
- falciot pàl·lid (Apus pallidus).
- falciot unicolor (Apus unicolor).
- falciot de Salim Ali (Apus salimalii). Ang: Salim Ali's Swift.
- falciot de Blyth (Apus leuconyx). Ang: Blyth's Swift.
- falciot de Cook (Apus cooki). Ang: Cook's Swift.